# Distribuce (diferenciální geometrie)
V diferenciální geometrii se zavádějí jistá zobrazení, která zobrazují z diferencovatelné variety do jejích tečných prostorů. Každému bodu variety je specifickým způsobem přiřazen vektorový prostor, který je podprostorem tečného prostoru v daném bodě variety. Takovýmto zobrazením se říká distribuce. Navzdory svému názvu nemají nic společného s distribucemi alias zobecněnými funkcemi známými z matematické analýzy.

## Definice
Mějme diferencovatelnou varietu {\displaystyle \scriptstyle M} a označme tečný prostor v libovolném bodě této variety {\displaystyle \scriptstyle p\in M} jako {\displaystyle \scriptstyle T_{p}M}. Pak termínem  k-rozměrná distribuce na varietě {\displaystyle \scriptstyle M} rozumíme hladké přiřazení k-rozměrného podprostoru {\displaystyle \scriptstyle T_{p}M} každému bodu {\displaystyle \scriptstyle p\in M}. Toto přiřazení značíme {\displaystyle \scriptstyle \Delta _{k}}. Neboli
{\displaystyle (\forall p\in M)(\exists U=U^{\circ }\subset M,p\in U)(\exists X_{1},\ldots ,X_{k}\in {\mathcal {X}}(U))(\forall q\in U)(\{X_{1}|_{q},\dots X_{k}|_{q}\}\ {\text{jsou LN a}}\ \Delta _{k}(q)={\text{span}}\{X_{1}|_{q},\ldots ,X_{k}|_{q}\})},
kde {\displaystyle \scriptstyle U\subset M} je okolí bodu {\displaystyle \scriptstyle p\in M}, {\displaystyle \scriptstyle {\mathcal {X}}(U)} je množina (hladkých) vektorových polí na okolí {\displaystyle \scriptstyle U}, {\displaystyle \scriptstyle {\text{span}}} značí lineární obal vektorů, LN je zkratka pro "lineární nezávislost" a {\displaystyle \scriptstyle X_{i}|_{q}} označuje hodnotu vektorového pole {\displaystyle \scriptstyle X_{i}} v bodě {\displaystyle \scriptstyle q\in U}.
Občas se v definici k-rozměrné distribuce nepožaduje její hladkost. Výše uvedenou definicí se v takovém případě zavádí pojem hladké k-rozměrné distribuce.

## Přidružené pojmy
Uvažujme nyní diferencovatelnou varietu {\displaystyle \scriptstyle M} o dimenzi n a na ní definovanou k-rozměrnou distribuci {\displaystyle \scriptstyle \Delta _{k}}. O této distribuci řekneme, že je (úplně) integrabilní, právě když pro každý bod {\displaystyle \scriptstyle p\in M} existuje jeho okolí {\displaystyle \scriptstyle U=U^{\circ }\subset M} a na něm souřadnice {\displaystyle \scriptstyle (x^{1},\ldots ,x^{k},y^{1},\ldots ,y^{n-k})} takové, že plochy určené soustavou rovnic
{\displaystyle \scriptstyle {\begin{matrix}y^{1}&=&konst.\\&\vdots &\\y^{n-k}&=&konst.\\\end{matrix}}}
(bráno jako podmnožiny v okolí {\displaystyle \scriptstyle U}) jsou integrální podvariety {\displaystyle \scriptstyle \Delta _{k}}. Souřadnice {\displaystyle \scriptstyle (x^{1},\ldots ,x^{k},y^{1},\ldots ,y^{n-k})} pak nazýváme Frobeniova mapa.
Uvažujme opět diferencovatelnou varietu {\displaystyle \scriptstyle M} a na ní definovanou k-rozměrnou distribuci {\displaystyle \scriptstyle \Delta _{k}}. Dále nechť {\displaystyle \scriptstyle N} je n-rozměrná vnořená podvarieta variety {\displaystyle \scriptstyle M}, tj. existuje vnoření {\displaystyle \scriptstyle i:N\to M}. Pokud
{\displaystyle (\forall p\in N)(i_{\ast }(T_{p}N)\subset \Delta _{k}(i(p)))},
kde {\displaystyle \scriptstyle i_{\ast }} označuje tečné zobrazení k zobrazení {\displaystyle \scriptstyle i}, tak podvarietu {\displaystyle \scriptstyle N} nazveme  n-rozměrnou integrální podvarietou.

## Frobeniova věta o integrabilitě distribucí
Buď {\displaystyle \scriptstyle \Delta _{k}} k-rozměrná distribuce na diferencovatelné varietě {\displaystyle \scriptstyle M}. Pokud platí
{\displaystyle (\forall U=U^{\circ }\subset M)(\forall X,Y\in {\mathcal {X}}(U))(\forall p\in U)(X|_{p},Y|_{p}\in \Delta _{k}(p)\Rightarrow [X,Y]|_{p}\in \Delta _{k}(p))},
tak k {\displaystyle \scriptstyle \Delta _{k}} existuje v okolí každého bodu integrální podvarieta.(Význam jednotlivých symbolů ve vzorci je tentýž jako ve vzorcích předchozích.)
Krátce řečeno, pokud je {\displaystyle \scriptstyle \Delta _{k}} v involuci, tj. {\displaystyle \scriptstyle [\Delta _{k},\Delta _{k}]\subset \Delta _{k}}, tak je {\displaystyle \scriptstyle \Delta _{k}} integrabilní.